# Echipa națională de fotbal a Microneziei
Echipa națională de fotbal a Microneziei a reprezentat Statele Federate ale Microneziei în competițiile fotbalistice organizate Confederația de Fotbal din Oceania. Nu a fost afiliată FIFA. 

## Meciuri selectate
| Dată          | Arenă      |            | Adversar                 | Scor   |
| ------------- | ---------- | ---------- | ------------------------ | ------ |
| 7 iulie 2003  | Fiji       | Micronesia | Papua Noua Guinee        | 0 - 10 |
| 5 iulie 2003  | Fiji       | Micronesia | Tonga                    | 0 - 7  |
| 1 iulue 2003  | Fiji       | Micronesia | Noua Caledonie           | 0 - 18 |
| 30 iunie 2003 | Fiji       | Micronesia | Tahiti                   | 0 - 17 |
| 7 iulie 2002  | Yap        | Micronesia | Yap                      | 4 - 2  |
| 12 iulie 1999 | Micronesia | Micronesia | Insulele Mariane de Nord | 7 - 0  |
| 1 iunie 1999  | Guam       | Micronesia | Guam                     | 0 - 3  |
| 1 iunie 1999  | Guam       | Micronesia | Guam                     | 1 - 4  |

## Jocurile Sud-Pacifice
- 1963 până în 1995 - nu a participat
- 2003 - grupe
- 2007 - nu a participat

## Jucători notabili
- Jason Gadjusek
- Arson Kaku
- Sam Tachepliyang
- Curtis Graham
- Jason Ruethin
- James Gachbar
- Peter Paul Igesumal
- David Vuniwaga
- Jason Langstrom